# Черноусов Ігор Валерійович
Черноусов Ігор Валерійович (28 січня 2003,Нова Гребля,Жашківський район, Черкаська область, Україна — 24 квітня 2024, Донецька область, Україна) — український військовослужбовець батальйону Гроза бригади Буревій, учасник російсько-української війни..